# Cinosargo
El Cinosargo o Cinosarges (en griego: Κυνόσαργες Kynósarges) fue un gimnasio público ubicado fuera de las murallas, al sur de la antigua Atenas, posiblemente en el demo de Alopece.
El origen de este nombre se explicaba en una leyenda sobre un perro blanco o rápido, cuya etimología es Kynos argos, genitivo de kyon ‘perro’ y argos ‘blanco, brillante o ágil’, que cuenta que cierta vez cuando un ateniense llamado Dídimo presentaba su sacrificio a los dioses, un can blanco (o ágil) robó la ofrenda. Inicialmente alarmado, Dídimo es tranquilizado por un oráculo que le pide que edifique un templo a Heracles en el mismo sitio donde el perro dejó caer la ofrenda.
Heródoto menciona un templo allí en 490/89 a. C., un famoso santuario de Heracles, asociado también a su madre Alcmena, su esposa Hebe y su ayudante Yolao. Junto al templo se construyó luego el gimnasio,
el único en que se admitían hijos ilegítimos.
El Cinosargo era el gimnasio donde el discípulo de Sócrates, Antístenes (444-365 a. C.), pretendido originador de la filosofía cínica, había impartido sus enseñanzas. Del nombre del gimnasio derivaría el nombre la secta de los cínicos, cuyas figuras más representativas fueron el propio Antístenes, Crates de Tebas y Diógenes de Sínope.